# Tyrannochthonius multicavus
Tyrannochthonius multicavus (лат.) — троглобионтный вид ложноскорпионов рода Tyrannochthonius из семейства Chthoniidae. Встречается в нескольких пещерах в Китае: провинция Гуйчжоу (пещеры Xiaohui, Weier, Da и Qixia). Видовое название происходит от комбинации латинских слов «multus» и «cavus», означающих многочисленные и пещерные, соответственно, что относится к виду, найденному в нескольких пещерах.

## Описание
Длина тела около 2 мм. Цвет в целом бледно-жёлтый, хелицеры, педипальпы и тергиты немного темнее, мягкие части бледные. От близких видов отличаются следующими признаками: умеренно крупный трогломорфный вид с удлиненными придатками; карапакс без глаз или глазниц; передний край карапакса тонкий, мелкозубчатый, эпистом маленький и представлен небольшим бугорком; задний край карапакса с 2 волосками; тергиты I—IV с 2 волосками каждый. Педипальпы тонкие, бедро в 6,79—7,08 раз (самцы) и в 6,53—7,21 раз (самки) длиннее ширины; клешня в 7,53—8,20 раз (♂) и в 7,05—8,38 раз (♀) длиннее ширины; оба пальца клешни без интеркалярных зубцов.  Имеют длинные коксальные шипы; аподема подвижного пальца нормальная, не сложная или сильно склеротизованная; суббазальный трихоботрий расположен посередине между субтерминальным и базальным или ближе к субтерминальному. Вид был впервые описан в 2023 году китайскими арахнологами Yanmeng Hou, Zegang Feng и Feng Zhang из Хэбэйского университета (Hebei University, Баодин, Хэбэй) по типовым материалам из Китая.